# Sonorella imitator
Sonorella imitator är en snäckart som beskrevs av Gregg och W. B. Miller 1974. Sonorella imitator ingår i släktet Sonorella och familjen Helminthoglyptidae. Inga underarter finns listade i Catalogue of Life.